# Lars Kern
Pour les articles homonymes, voir Kern.
Pas d'image ? Cliquez ici
Lars Kern, né le 18 novembre 1987 en Allemagne, est un pilote automobile allemand, actuellement pilote d'essai et de développement pour le constructeur de voitures de sport Porsche et participant à divers événements de course pour la marque. Il participe à des épreuves d'endurance au volant de voitures de grand tourisme ou de sport-prototype dans différents championnats comme le WeatherTech SportsCar Championship et l'Intercontinental GT Challenge.
Il est aussi depuis peu pilote E-Sport.

## Carrière
Lars Kern a célébré ses premiers succès en 2005 lorsqu'il a remporté des courses de slalom automobile pour le MSC Mühlacker. Deux ans plus tard, il terminait le rallye transibérique de Moscou à la Mongolie à la quatrième place. L'année suivante, il termine la course d'endurance en proie à des défauts techniques à la 17e place. Classement général.
En 2010, Kern a disputé deux courses dans l'ADAC GT Masters et a remporté la Porsche Super Sports Cup en classe 5c. Il a commencé pour sa propre équipe, JoLa Competition, dont il était responsable en tant que chef d'équipe l'année suivante. Wendelin Wiedeking Jr. a pris son siège conducteur pour cela. une.[incompréhensible]
Il a disputé sa première course dans le championnat d'endurance VLN le 2 avril. Avril 2016 au numéro 62. ADAC Westfalenfahrt sur une BMW 325i de la classe V4 proche de la série. Sa première sortie pour une Porsche en coupe d'endurance a suivi peu de temps après le 30 mars. Avril sur une Porsche Cayman GT4 CS utilisée par Manthey-Racing . Quatre semaines plus tard, il a fait ses débuts dans la course de 24h du Nürburgring, dans laquelle lui et Christoph Breuer et Christian Gebhardt ont remporté la victoire de classe dans le SP-X (23e au général).
Lors de sa première sortie sur un véhicule GT3 en avril 2017, Kern a immédiatement remporté le classement Pro-Am. Ses collègues pilotes de la Porsche 911 GT3 R également utilisée par Manthey étaient Otto Klohs et le pilote junior de Porsche Mathieu Jaminet. La même année, il a de nouveau disputé la course des 24h au volant d'une Porsche Cayman GT4 CS. Avec Christoph Breuer et Moritz Oberheim, il a obtenu le 27e Position au général et deuxième place dans la catégorie SP-X, à quatre tours de la Scuderia Cameron Glickenhaus SCG003C, qui est jusqu'à 40 secondes plus rapide par tour.
Lars Kern a célébré sa première victoire au classement général sur le Nürburgring-Nordschleife lors de la neuvième et dernière manche de la saison 2017 du championnat d'endurance VLN. Avec le pilote d'usine Frédéric Makowiecki, qui a qualifié la 911 GT3 R à la deuxième place samedi matin, la course de quatre heures a été remportée devant les concurrents de Mercedes-AMG et Audi . La première victoire de Kern au classement général VLN était également la 50e de son équipe Manthey-Racing.
En janvier 2018, la Porsche 991 GT3 R de Manthey-Racing (numéro de départ n°12) avec Klohs / Kern / Jaminet / Müller a terminé deuxième au classement général des 24 Heures de Dubaï. Le 46. L'édition des 24 heures de l'ADAC Zurich au Nürburgring-Nordschleife a fermé Lars Kern avec Otto Klohs, Dennis Olsen et Philip Frommenwiler avec six tours derrière le vainqueur Manthey Racing Porsche au général 18 (place dans la classe SP9 17).

## Palmarès

### Résultats aux24 Heures de Daytona
| Année | Écurie            | Copilotes                                        | Voiture            | Classe | Tours | Pos. | Class Pos. |
| ----- | ----------------- | ------------------------------------------------ | ------------------ | ------ | ----- | ---- | ---------- |
| 2019  | Pfaff Motorsports | Scott Hargrove Dennis Olsen Zacharie Robichon    | Porsche 911 GT3 R  | GTD    | 470   | Abd. | Abd.       |
| 2020  | Pfaff Motorsports | Dennis Olsen Zacharie Robichon Patrick Pilet     | Porsche 911 GT3 R  | GTD    | 716   | 32e  | 13e        |
| 2021  | Pfaff Motorsports | Matt Campbell Zacharie Robichon Laurens Vanthoor | Porsche 911 GT3 R  | GTD    | 702   | 36e  | 12e        |
| 2022  | AWA               | Matthew Bell Orey Fidani Kuno Wittmer (en)       | Duqueine M30 - D08 | LMP3   | 695   | 32e  | 5e         |

### Résultats enWeatherTech SportsCar Championship
| Année | Écurie            | Châssis            | Moteur                    | Classe | 1      | 2      | 3     | 4   | 5     | 6     | 7   | 8   | 9     | 10  | 11    | 12  | 13    | Position | Points |
| ----- | ----------------- | ------------------ | ------------------------- | ------ | ------ | ------ | ----- | --- | ----- | ----- | --- | --- | ----- | --- | ----- | --- | ----- | -------- | ------ |
| 2019  | Pfaff Motorsports | Porsche 911 GT3 R  | Porsche 4,0 l Flat-6 Atmo | GTD    | DAY 16 | SEB 10 | MOH   | BEL | WGL 6 | MOS   | LIM | ELK | VIR   | LGA | ATL 3 |     |       | 29e      | 91     |
| 2020  | Pfaff Motorsports | Porsche 911 GT3 R  | Porsche 4,0 l Flat-6 Atmo | GTD    | DAY 13 | DAY    | SEB   | ELK | VIR   | ATL   | MOH | CLT | ATL 5 | LGA | SEB   |     |       | 35e      | 44     |
| 2021  | Pfaff Motorsports | Porsche 911 GT3 R  | Porsche 4,0 l Flat-6 Atmo | GTD    | DAY    | DAY    | SEB 1 | MOH | BEL   | WGL 7 | WGL | LIM | ELK   | LGA | LBH   | VIR | ATL 2 | 20e*     | 1215*  |
| 2021  | Pfaff Motorsports | Porsche 911 GT3 R  | Porsche 4,0 l Flat-6 Atmo | GTD    | Q 2    | R 12   | SEB 1 | MOH | BEL   | WGL 7 | WGL | LIM | ELK   | LGA | LBH   | VIR | ATL 2 | 20e*     | 1215*  |
| 2022  | AWA               | Duqueine M30 - D08 | Nissan VK56 5,6 l V8 Atmo | LMP3   | DAY    | DAY    | SEB 7 | MOH | WGL   | ELK   | MOS | ATL |       |     |       |     |       | *        | *      |
| 2022  | AWA               | Duqueine M30 - D08 | Nissan VK56 5,6 l V8 Atmo | LMP3   | Q 3    | R 5    | SEB 7 | MOH | WGL   | ELK   | MOS | ATL |       |     |       |     |       | *        | *      |

* Saison en cours.